# 橘清子
橘 清子（たちばな の きよこ、生没年未詳）は、平安時代中期の女官。実父は不明であるが、一説には大納言橘好古の娘とも。三条天皇の乳母。三条天皇の即位時に褰帳の命婦をつとめる。正三位、典侍。橘典侍といわれた。三条天皇の死の際は号泣し死後は出家、橘氏の井出寺に住んだとされる。
藤原道隆の妻として藤原好親をもうけ、道隆の死後は道隆の長男藤原道頼の妻となり女子（藤原道長娘・寛子女房、大納言の君）をもうけた。